# Whitney Wright
Whitney Wright (Oklahoma City; 20 de septiembre de 1991) es una actriz pornográfica y modelo erótica estadounidense.

## Biografía
Nació en Oklahoma City, capital del estado de Oklahoma, en septiembre de 1991 en una familia de ascendencia nativoamericana y galesa. Inició estudios de Enfermería así como de técnico de farmacia, abandonando ambos para trabajar durante diez meses como estríper en Oklahoma City, Nueva York, Texas o Miami.
Buscando dar un salto más en su carrera, entró en la industria pornográfica como actriz en 2016, a los 25 años de edad. Grabó su primera escena para FTV Girls. Así mismo, alternó sus primeras grabaciones con viajes alrededor del mundo, estando en más de 15 en apenas unos meses.
Ha trabajado para productoras como Mile High, Evil Angel, Girlfriends Films, Adam & Eve, 3rd Degree, Devil's Film, Girlsway, Zero Tolerance, Pure Taboo, Jules Jordan Video, Digital Sin, New Sensations, Tushy, Lethal Hardcore o Naughty America, entre otras.
En 2018 fue nominada en los Premios AVN y XBIZ en las categorías de Mejor actriz revelación. Ese mismo año rodó su primera escena de sexo anal en la película First Anal 6, junto a las actrices Haven Rae, Kenzie Reeves y Jade Nile.
Ha rodado más de 950 películas como actriz.
Alguno de sus trabajos destacados son Asshole Auditions 2, Boffing the Babysitter 24, Cheer Squad Sleepovers 22, Family Friendly, Kissing Cousins 4, Lesbian Schoolgirls, Me, My Stepdaddy and My BFF, Strap-On Anal 2 o Yoga Girls 4.

## Premios y nominaciones
| Año  | Ceremonia    | Resultado | Premio                                                 | Trabajo                                                |
| ---- | ------------ | --------- | ------------------------------------------------------ | ------------------------------------------------------ |
| 2017 | Premios AVN  | Nominada  | Premio fan: Debutante más caliente                     | —                                                      |
| 2018 | Premios AVN  | Nominada  | Mejor actriz revelación                                | —                                                      |
| 2018 | Premios AVN  | Nominada  | Premio fan: Debutante más caliente                     | —                                                      |
| 2018 | Premios XRCO | Ganadora  | Mejor actriz revelación                                | —                                                      |
| 2018 | Premios XBIZ | Nominada  | Mejor actriz revelación                                | —                                                      |
| 2019 | Premios AVN  | Nominada  | Artista femenina del año                               | —                                                      |
| 2019 | Premios AVN  | Nominada  | Mejor actriz                                           | Cursed                                                 |
| 2019 | Premios AVN  | Nominada  | Mejor actriz en mediometraje                           | Governess                                              |
| 2019 | Premios AVN  | Nominada  | Mejor escena de sexo en grupo                          | Future Darkly                                          |
| 2019 | Premios AVN  | Nominada  | Premio fan: Artista femenina favorita                  | —                                                      |
| 2019 | Premios XBIZ | Nominada  | Artista femenina del año                               | —                                                      |
| 2019 | Premios XBIZ | Nominada  | Mejor actriz en película de sexo en pareja             | Cursed                                                 |
| 2019 | Premios XBIZ | Nominada  | Mejor actriz en película de sexo en pareja             | The Governess                                          |
| 2019 | Premios XBIZ | Nominada  | Mejor actriz en película tabú                          | A Mother's Choice                                      |
| 2019 | Premios XBIZ | Nominada  | Mejor escena de sexo en película lésbica               | The Governess                                          |
| 2019 | Premios XBIZ | Nominada  | Mejor escena de sexo en película de parejas o temática | Cursed                                                 |
| 2020 | Premios AVN  | Nominada  | Artista femenina del año                               | —                                                      |
| 2020 | Premios AVN  | Nominada  | Mejor actriz                                           | What We Do for Money                                   |
| 2020 | Premios AVN  | Nominada  | Mejor escena de gangbang                               | Consent                                                |
| 2020 | Premios AVN  | Nominada  | Mejor escena de sexo en grupo                          | Perspective                                            |
| 2020 | Premios AVN  | Nominada  | Mejor escena de sexo lésbico en grupo                  | Girls of Wrestling                                     |
| 2020 | Premios AVN  | Nominada  | Mejor escena de sexo en realidad virtual               | Stolen                                                 |
| 2020 | Premios AVN  | Nominada  | Mejor escena de trío M-H-M                             | Female Submission                                      |
| 2020 | Premios XBIZ | Nominada  | Artista femenina del año                               | —                                                      |
| 2020 | Premios XBIZ | Nominada  | Mejor actriz en película tabú                          | The Gold Star                                          |
| 2020 | Premios XBIZ | Nominada  | Mejor escena de sexo en película parodia               | A Cruel Bet                                            |
| 2020 | Premios XBIZ | Nominada  | Mejor escena de sexo en película tabú                  | The Gold Star                                          |
| 2020 | Premios XBIZ | Nominada  | Mejor escena de sexo en película tabú                  | Future Darkly: The Aura Doll                           |
| 2020 | Premios XBIZ | Nominada  | Mejor escena de sexo en película de temática erótica   | What We Do for Money                                   |
| 2020 | Premios XBIZ | Nominada  | Mejor escena de sexo en realidad virtual               | Secret NYE VR Porn Party With You and Seven Porn Stars |
| 2021 | Premios AVN  | Nominada  | Mejor actriz de reparto                                | The Producer II                                        |
| 2021 | Premios AVN  | Nominada  | Mejor dirección - Drama                                | The Path to Forgiveness                                |
| 2021 | Premios AVN  | Nominada  | Mejor guion dramático                                  | The Path to Forgiveness                                |
| 2021 | Premios AVN  | Nominada  | Mejor escena de doble penetración                      | Hardcore DP                                            |
| 2021 | Premios AVN  | Ganadora  | Mejor escena de sexo en cuarentena                     | Teenage Lesbian: One Year Later                        |
| 2021 | Premios AVN  | Ganadora  | Mejor escena de sexo en grupo                          | Climax                                                 |
| 2021 | Premios XBIZ | Nominada  | Director del año                                       | —                                                      |
| 2021 | Premios XBIZ | Nominada  | Mejor actuación de reparto                             | The Producer II                                        |
| 2021 | Premios XBIZ | Nominada  | Mejor escena de sexo en película de temática erótica   | Climax                                                 |
| 2021 | Premios XBIZ | Nominada  | Mejor escena de sexo en realidad virtual               | The Witcher: A XXX Parody                              |
| 2022 | Premios AVN  | Nominada  | Mejor escena de sexo en grupo                          | Grace                                                  |
| 2022 | Premios AVN  | Nominada  | Mejor escena de sexo en grupo                          | Sugar and Spice                                        |
| 2022 | Premios XBIZ | Nominada  | Artista femenina del año                               | —                                                      |
| 2023 | Premios XBIZ | Nominada  | Mejor escena de sexo en película lésbica               | First Anniversary                                      |
| 2024 | Premios XBIZ | Nominada  | Mejor escena de sexo en película protagonista          | More                                                   |
| 2025 | Premios XMA  | Nominada  | Mejor escena de sexo en orgía o grupal                 | Hime's House Party                                     |
| 2025 | Premios XMA  | Nominada  | Mejor escena de sexo transexual                        | Candy Shop                                             |